# Kerkaszentkirály
Kerkaszentkirály è un comune dell'Ungheria di 278 abitanti (dati 2001). È situato nella contea di Zala.